# Генріх Лехнер
Генріх Лехнер (нім. Heinrich Lechner; 27 травня 1884, Клостернойбург — 3 січня 1959, Зальцбург) — німецький офіцер, генерал-майор вермахту.

## Біографія
18 серпня 1906 року вступив в 3-й тірольський вітчизняний стрілецький полк, згодом став командиром взводу і роти. Учасник Першої світової війни. 26 серпня 1914 року важко поранений, потрапив у російський полон і був доставлений в Сибір. 26 серпня 1916 року втік, проте на шляху до Австро-Угорщини корабель, на якому плив Лехнер, був захоплений британцями і він знову опинився в полоні. В квітні 1918 року звільнений і в травні повернувся в свій полк.
Після завершення війни продовжив службу в австрійській армії. З 1936 року — консультант з призову в штабі 6-ї дивізії. Після аншлюсу 15 березня 1938 року автоматично перейшов у вермахт і 1 травня призначений в 126-й гірський піхотний полк, а 10 листопада — в штаб 91-го піхотного полку. З 26 серпня 1939 року — командир 330-го піхотного полку. 12 грудня 1940 року отримав важкі пошкодження черепа і правого плеча і був відправлений на тривале лікування. З 16 травня 1941 року — командир 331-ї піхотної дивізії, з 27 грудня 1941 по 20 липня 1942 року — 2-ї фортечної бригади «Крит». 8 липня 1943 року відправлений в резерв ОКГ. 15 липня захворів і знову відправлений на лікування. З 15 вересня 1943 року працював у військовому командуванні Франції, де завідував справами полонених, що було зумовлено його досвідом втеч з полону.

## Звання
- Кадет-заступник офіцера (18 серпня 1906)
- Лейтенант (1 травня 1908)
- Оберлейтенант (27 квітня 1913)
- Гауптман (1 вересня 1915)
- Титулярний майор (1 січня 1921)
- Штабс-гауптман (1 березня 1923)
- Майор (18 січня 1926)
- Оберстлейтенант (16 грудня 1934)
- Оберст (1 лютого 1939)
- Генерал-майор (1 липня 1941)

## Нагороди
- Ювілейний хрест
- Хрест «За військові заслуги» (Австро-Угорщина) 3-го класу з військовою відзнакою і мечами
- Орден Залізної Корони 3-го класу з військовою відзнакою і мечами
- Військовий Хрест Карла
- Медаль «За поранення» (Австро-Угорщина) для інвалідів
- Пам'ятна військова медаль (Австрія) з мечами
- Пам'ятна військова медаль (Угорщина) з мечами
- Хрест «За вислугу років» (Австрія) 2-го класу для офіцерів (25 років)
- Орден Заслуг (Австрія), лицарський хрест
- Почесний хрест ветерана війни з мечами
- Медаль «За вислугу років у Вермахті» 4-го, 3-го, 2-го і 1-го класу (25 років)
- Нагрудний знак «За поранення» в чорному
- Залізний хрест 2-го і 1-го класу
- Медаль «За зимову кампанію на Сході 1941/42»